# Тень якудза
«Тень яку́дза» (англ. Into the Sun, альтернативное русское название — «К со́лнцу») — боевик режиссёра Кристофера Моррисона, также известного под псевдонимом Минк (англ. mink). Съёмки проводились в Японии и США. Фильм вышел сразу на видео в США 15 февраля 2005 года, однако в Японии, Южной Корее и Египте также ограниченно показывался в прокате в кинотеатрах. В фильме звучат песни в исполнении Стивена Сигала из его музыкального альбома «Songs from the Crystal Cave».

## Сюжет
Губернатор Токио гибнет от рук вооружённых убийц во время собственной пресс-конференции. Многие горожане предполагают, что это преступление связано с политикой, проводимой убитым губернатором и оно было совершено членами японского преступного сообщества якудза.
Для помощи японским полицейским в расследовании этого дела назначается бывший агент ЦРУ Трэвис Хантер (Стивен Сигал), живущий в Японии. Он вместе со своим напарником Шоном Мэком (Мэттью Дэвис) приступает к раскрытию этого загадочного дела.

## В ролях
| Актёр           | Роль          |
| --------------- | ------------- |
| Стивен Сигал    | Трэвис Хантер |
| Мэттью Дэвис    | Шон Мэк       |
| Такао Осава     | Курода        |
| Уильям Атертон  | агент Блок    |
| Тиаки Курияма   | Аяко          |
| Эдди Джордж     | Джонс         |
| Джульетт Маркиз | Джевел        |
| Кен Ло          | Чен           |
| Косукэ Тоёхара  | Фудомо-ё      |
| Акира Тэрао     | Мацуда        |
| Пэйс У          | Мэй Линг      |

## Рецензии и критика
Фильм получил в целом негативные отзывы и низкие оценки от кинокритиков. На сайте Rotten Tomatoes его рейтинг составляет 26 % из 100, на IMDB.com — 4,4 из 10, а на Allmovie — 2 из 5.
«Beyond Hollywood» отмечает, что фильм мог бы быть неплохим, если бы главную роль играл кто-либо другой вместо Сигала, чьи диалоги не являются сильной стороной картины. Ян Джейн из «DVD Talk» поставила оценку 3 из 5, отметив, что это не самый худший из последних фильмов Сигала, который можно порекомендовать поклонникам заурядных малобюджетных боевиков.